# Kyoto machi-bugyō
Les Kyoto machi-bugyō (京都町奉行) sont des fonctionnaires du shogunat Tokugawa durant l'époque d'Edo du Japon. Les nominations à cette importante fonction sont généralement réservées aux fudai daimyo, mais cette position compte parmi les postes supérieurs administratifs ouverts à ceux qui ne sont pas daimyos. Les interprétations classiques traduisent ces titres japonais par « commissaire », « surveillant » ou « gouverneur ».

## Présentation
Ce titre du bakufu désigne un magistrat ou fonctionnaire municipal responsable de la gouvernance et du maintien de l'ordre dans la ville shogunale de Kyoto.
Les Kyoto machi-bugyo sont les autorités publiques centrales dans cet important centre urbain. Ces hommes sont des fonctionnaires nommés par le bakufu et qui remplissent un rôle unique. Ils sont un amalgame de chef de la police, de juge et de maire. On attend des machi-bugyo qu'ils assurent une gamme de responsabilités administratives et judiciaires.
Chaque machi-bugyo contribue à la perception des impôts, à la police et à la lutte contre les incendies, et en même temps, chacun joue plusieurs rôles judiciaires — audition et jugement des cas ordinaires civils et criminels.
Dans cette période, les machi-bugyō sont considérés comme ayant un statut égal aux daimyos mineurs. À un moment donné, il n'y a pas moins de seize machi-bugyō situés au Japon, et il y en a toujours au moins un en poste à Kyoto.

## Ville shogunale
Durant cette période, Kyoto se développe suffisamment pour être classée parmi les plus grands centres urbains, dont certains sont désignés « ville shogunale ». Le nombre de ces villes augmenté de trois à onze sous l'administration des Tokugawa.

## Liste deKyoto machi-bugyō
- Nagai Naomune, 1862-1864[5].